# 葆拉·努涅斯
葆拉·努涅斯·里瓦斯（西班牙語：Paola Núñez Rivas，1978年4月8日—），墨西哥女演員和製片人。以出演電視劇《監管人》（2005年至2006年）、《南方女王》（2009年），以及美國電影《絕地戰警FOR LIFE》（2020年）和《絕地戰警：生死與共》（2024年）而聞名。

## 早期生活
葆拉·努涅斯出生於下加利福尼亞州特卡特。她從12歲開始在劇院參加表演。16歲時，她開始了自己的全職演員生涯，並從表演學校畢業。努涅斯參與過肥皂劇的製作。
她與演員安德烈斯·帕拉西奧斯是親密的好友，兩人曾共同演出電視劇《監管人》。努涅斯本身喜歡極限運動。

## 外部連結
- 葆拉·努涅斯在互联网电影资料库（IMDb）上的資料（英文）